# Всемирный день водно-болотных угодий
Всемирный день водно-болотных угодий (англ. World Wetlands Day) — международный день, отмечаемый по всей планете ежегодно, 2 февраля.

## История
«Всемирный день водно-болотных угодий» отмечается в мире с 1997 года.
Дата для празднования этого дня была выбрана не случайно: именно в этот день, 2 февраля 1971 года, в иранском городе Рамсар (провинция Мазендеран) была подписана «Конвенция о водно-болотных угодьях» (англ. Convention on Wetlands). Этот документ более известен под названием «Рамсарская конвенция». «Конвенция о водно-болотных угодьях» была подписана с целью защитить водно-болотные угодья, имеющие международное значение (главным образом в качестве местообитаний водоплавающих птиц).
По состоянию на 18 января 2006 года участниками настоящей конвенции являлись уже 150 государств. Одним из условий присоединения к Рамсарской конвенции является создание хотя бы одного «Рамсарского угодья» на территории той страны, которая пожелала к ней присоединиться. Так, в Российской Федерации к «Рамсарским угодьям» относятся 35 водно-болотных угодий на территории 21 субъекта федерации, общая площадь которых составляет более десяти миллионов гектар.
Организаторы этого международного дня, проводя различные мероприятия, ставят своей целью обратить внимание общественности и руководства различных стран на необходимость бережного отношения к среде обитания водоплавающих птиц и важность водно-болотных угодий в экосистеме планеты Земля.